# Bitka kod Lützena (1813.)
Bitka kod Lützena se odigrala za vrijeme Šestog koalicijskog rata u periodu napoleonskih ratova, između Francuske i prusko-ruske koalicije.
Poslije jednog dana intenzivnih borbi, Prusija i Rusija se povlače, ali bez konjice Francuzi ne uspijevaju do kraja uništiti neprijatelja u povlačenju.

## Prethodni događaji
Napoleon Bonaparte, ponovno ustrojava svoje postrojbe s preživjelima iz neuspjele ruske kampanje i maršira u Njemačku u travnju 1813. da bi se suočio s Rusima i Prusima.
Nakon ujedinjenja sa snagama kojima je zapovijedao Eugenio de Beauharnais, napreduje prema Leipzigu u Saskoj.
Napoleon dolazi u Erfurt 25. travnja, dok maršal Ney pobjeđuje u bitci kod Weissenfelsa. Napoleon seli svoj stožer u Weissenfels i gradi 3 mosta za prelazak na desnu obalu rijeke Saal. 1. svibnja, maršal Ney napreduje s jedonom divizijom prema Poserni koja je branjena sa šest topova i 15.000 pripadnika konjice. Iza Neya su marširale snage Gerarda, Marchanda, Breniera i Ricarda i u samo nekoliko sati konjanici se povlače pred snagama francuske infanterije.
U ovoj bitci poginuo je od topničke vatre, Jean-Baptiste Bessieres, vojvoda od Istre, što je duboko pogodilo cara.
U noći između 1. i 2. svibnja, Napoleon postavlja svoj logor u Lützenu. Ney se smjestio u centru osvojenog sela Kaja. Lijevo, na rijeci Elster, se odmarala mlada vojska, dok su iskusniji vojnici bili desno formirajući krug oko Napoleona.
U jutro 2. svibnja francuske snage uočavaju rusko-pruske snage.

## Bitka
Glavni napad rusko-pruske koalicije bio je usmjeren na francuski centar. Veliki broj koalicijskih vojnika marširao je u formaciji prema selu Kaji, praćeni mnogobrojnom konjicom.
Selo Kaja je osvajano i izgubljeno nekoliko puta, da bi na kraju ostalo u rukama generala Gerarda, koji je bio nekoliko puta ranjen no nije htio napustiti bojno polje.
Ruske trupe su ponovo marširale prema francuskom centru tražeću u njemu slabu točku da bi opet preuzeli selo Kaju, ali ih Napoleon odbija i prelazi u napad.
Bitka je trajala cijeli dan i kasno uvečer bojno polje je bilo u francuskim rukama. Bitka se trebala nastaviti i sutradan ali Wittgenstein nagovara cara Aleksandra I. i pruskog kralja Friedricha Wilhelma II. na povlačenje.
Iako bitka kod Lützena nije bila neka odlučujuća bitka, ipak je francuska pobjeda utjecala da njemački saveznici ostanu lojalni Napoleonu, iako je to bilo samo privremeno.
Rusko-pruske trupe imale su gubitke od 30.000 poginulih i ranjenih. Francuski gubici su bili oko 10.000 mrtvih.

## Poveznice
- Napoleon Bonaparte
- Bitka kod Leipziga